# Фестиваль чешских фильмов в Пльзене
Фестиваль чешских фильмов в Пльзене (чеш. Filmový festival Finále) — ежегодный национальный фестиваль, проходящий в чешском городе Пльзене.
Идея проведения конкурса чешских и словацких фильмов принадлежала директору Киноконцертного регионального центра Ладиславу Женишеку. Первый фестиваль прошёл в 1968 году в помещениях крупнейшего на то время в республике пльзеньского кинотеатра «Москва». Он имел официальное название FINALE (абр. от чешского Filmy našich let), позднее заменённое на Finále — фестиваль чешских и словацких фильмов в Пльзене.
Первым победителем фестиваля стал фильм режиссёра Эвальда Шорма «Отвага на каждый день» («Každý den odvahu», 1968). После 1970 года не проводился, возобновлён в 1990 году.

## Награды
- «Золотой зимородок» за лучший художественный фильм
- «Золотой зимородок» за лучший документальный фильм
- Приз за лучшую мужскую роль
- Приз за лучшую женскую роль
- Специальное упоминание жюри
- Приз зрительских симпатий